# Мартынов, Виктор Васильевич
Виктор Васильевич Мартынов — советский хозяйственный, государственный и политический деятель, Герой Социалистического Труда.

## Биография
Родился в 1938 году в Харькове. Член КПСС.
С 1954 года — на хозяйственной, общественной и политической работе. В 1954—1998 гг. — слесарь в объединении «Укргазнефтестрой», артиллерист в Закавказском военном округе, монтажник в «Укргазнефтестрой», монтажник в Строительном управлении № 6 СМТ, строитель газопровода в загранкомандировке в Иране, бригадир газосварщиков Строительно-монтажного управления «Севертрубопроводстрой» Министерства строительства предприятий нефтяной и газовой промышленности СССР, вахтовик-строитель газопровода в Тюменской области.
Указом Президиума Верховного Совета СССР от 6 октября 1983 года присвоено звание Героя Социалистического Труда с вручением ордена Ленина и золотой медали «Серп и Молот».
Живёт в Собинском районе.